# Mops petersoni
Mops petersoni (El Rayah, 1981) è un pipistrello della famiglia dei Molossidi diffuso nell'Africa occidentale.

## Descrizione

### Dimensioni
Pipistrello di piccole dimensioni, con la lunghezza della testa e del corpo di 93 mm, la lunghezza dell'avambraccio tra 32 e 35 mm, la lunghezza della coda di 27 mm, la lunghezza del piede di 9 mm e la lunghezza delle orecchie di 19 mm.

### Aspetto
La pelliccia è corta e sparsa. Le parti dorsali sono bruno-grigiastre scure con la base dei peli chiara e la punta talvolta bianca, mentre le parti ventrali variano dal marrone chiaro al grigio-brunastro chiaro, più chiare nella parte centrale. Il muso non è estremamente appiattito, il labbro superiore ha 5 pieghe ben distinte e ricoperto di corte setole. Le orecchie sono bruno-nerastre, relativamente piccole, unite anteriormente da una membrana a forma di V che si estende in avanti fino a formare una sacca con l'apertura anteriore.  Il trago è piccolo, rettangolare e nascosto dietro l'antitrago, il quale è grande e rettangolare. È privo di sacche golari. Le membrane alari sono bruno-nerastre. La coda è lunga, tozza e si estende per più della metà oltre l'uropatagio, la cui superficie ventrale è biancastra. Il cariotipo è 2n=48 FNa=54.

## Biologia

### Alimentazione
Si nutre di insetti.

## Distribuzione e habitat
Questa specie è conosciuta in una località del Ghana e in 5 del Camerun.
Vive nelle foreste pluviali e in savane alberate.

## Conservazione
La IUCN Red List, considerato che questa specie è in declino significativo di più del 30% negli ultime tre generazioni e la perdita del proprio habitat, classifica M.petersoni come specie prossima alla minaccia di estinzione (Near Threatened).